# Église Saint-Laurent de Saint-Laurent-de-Condel
Pour les articles homonymes, voir Église Saint-Laurent.
L'église Saint-Laurent est une église catholique située à Saint-Laurent-de-Condel, en France.

## Localisation
L'église est située dans le département français du Calvados, au nord de l'agglomération de Saint-Laurent-de-Condel.

## Architecture
Le chœur est inscrit au titre des monuments historiques depuis le 18 mars 1927.

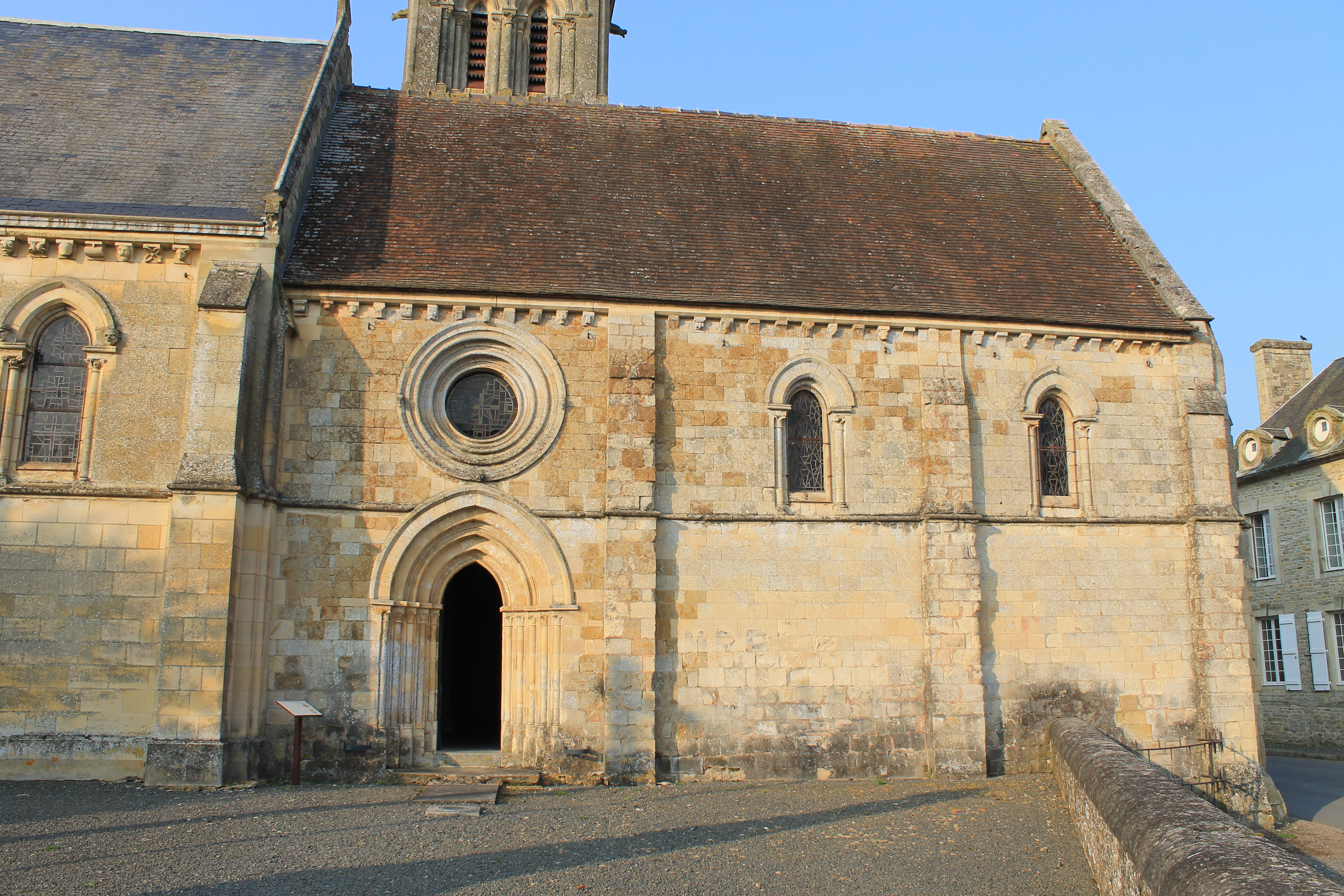
Le chœur.
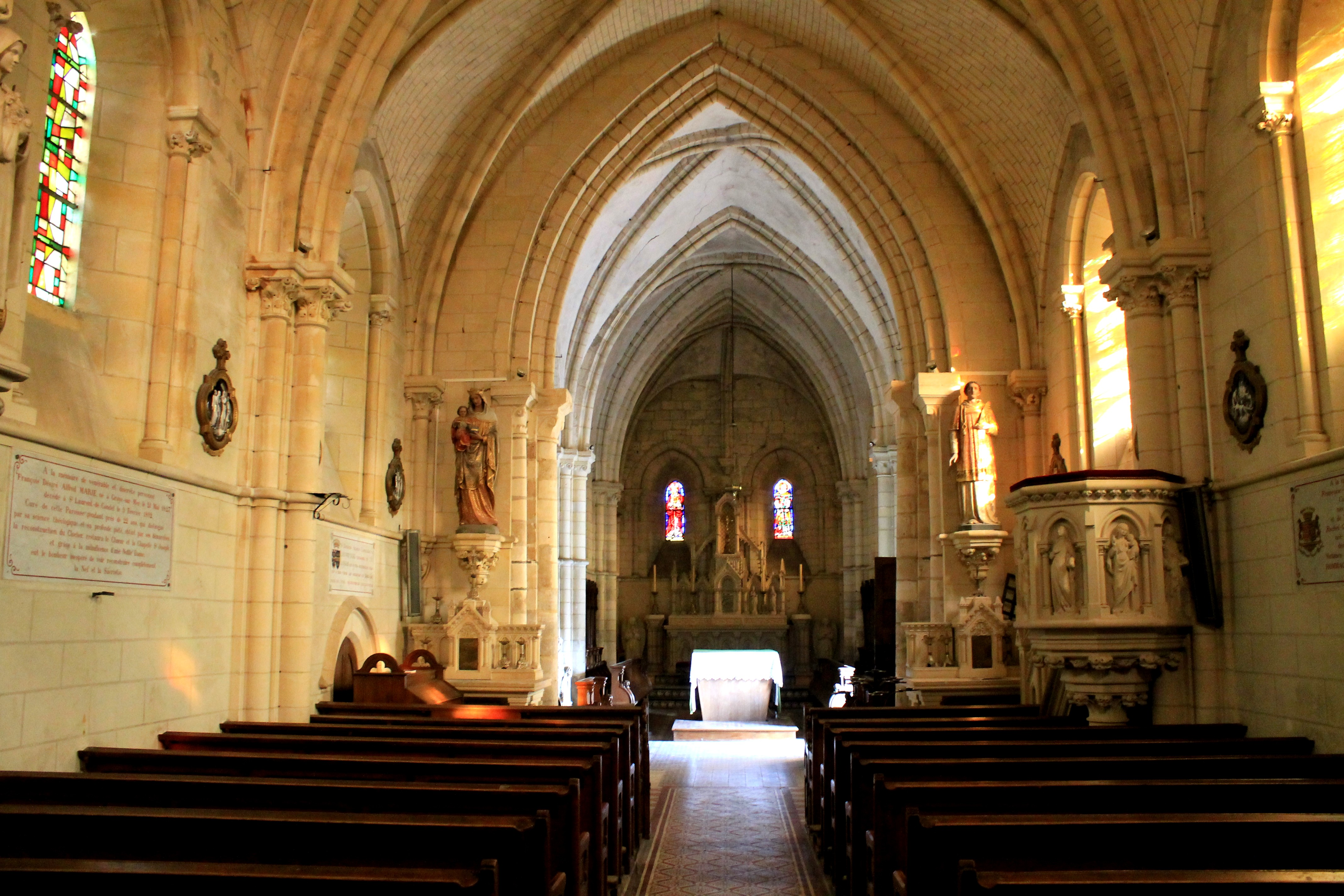
Vue intérieure.
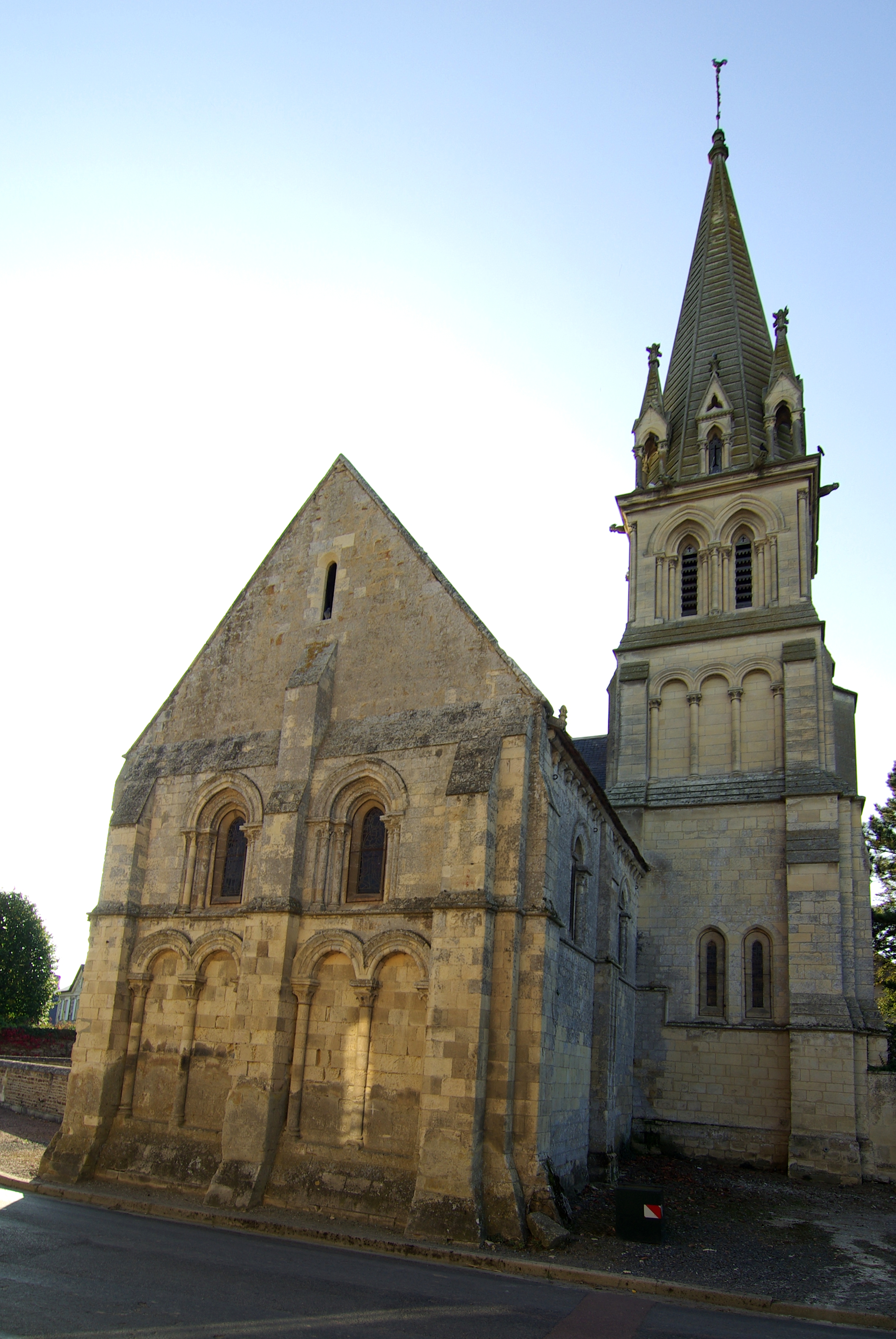
Le chevet et le clocher.